# Die Sprachstarken
Die Sprachstarken ist der Name einer Bücherreihe des Klett und Balmer Verlags, die hauptsächlich im Kanton Zürich im Deutschunterricht der 2. bis 6. Primarklasse Verwendung finden.

## Allgemeines
Das Lehrwerk entspricht in der Ausrichtung und der Kompetenzorientierung dem Lehrplan 21 und orientiert sich an den Lehrplänen der Deutschschweizer Kantone und am Kompetenzmodell HarmoS.

## Auszeichnungen
Die Sprachstarken 3 – Deutsch für die Primarschule wurde von der Stiftung Buchkunst als eines der schönsten deutschsprachigen Bücher des Jahres 2010 ausgezeichnet.